# Kamienica Cechu Rzeźników w Warszawie
Kamienica Cechu Rzeźników – budynek znajdujący się przy ulicy Krakowskie Przedmieście 29 i ulicy Koziej 4 w Warszawie.
Pod koniec XVII wieku kamienica kupiona wraz z działką przez Cech Rzeźników. W latach 1743–1754 zbudowana na nowo. W 1867 roku rozbudowana o drugie piętro, a w 1900 podwyższona o trzecie piętro i mansardy. W okresie międzywojennym działały w niej zakład fryzjerski i zakład fotograficzny Optofot. W 1944 roku spalona. Odbudowana w 1949 roku wraz z obniżeniem do dwóch pięter i zmianą wystroju fasady pod kierunkiem architektów Mieczysława Kuzmy i Zygmunta Stępińskiego. W 2000 roku odrestaurowana.